# Erik Svanson
Erik Augustinus Svanson, född 7 augusti 1897 i Uppsala, död 9 september 1964 i Stockholm, var en svensk ciselör, silversmed, skulptör och grafiker.
Han var gift med Anna-Greta Fjellstedt. Efter utbildning till silversmed och ciselör var Svanson i närmare 40 års tid anställd som ciselör vid W.A. Bolin i Stockholm. Han var även sysselsatt med fri konstnärlig verksamhet och studerade skulptering för Nils Möllerberg. Han medverkade 1922 i Salongen på Liljevalchs konsthall och med ett antal skulpturer i gips vid Liljevalchs höstsalong 1934.